# Set Free
Set Free es el sexto álbum de estudio de la banda estadounidense The American Analog Set. Fue lanzado el 20 de septiembre de 2005 de 2005 (con anterioridad en Japón, Europa y Australia) por la discográfica Arts & Crafts. Este disco fue elegido entre los mejores el año 2005 por Amazon.com en su lista Top 100 Editor's Picks of 2005.

## Listado de canciones
1. "Born on the Cusp" – 3:28
2. "Immaculate Heart 1" – 2:39
3. "Immaculate Heart 2" – 2:12
4. "Cool Kids Keep" – 3:44
5. "She's Half" – 4:29
6. "JR" – 3:41
7. "Play Hurt" – 4:32
8. "(Theme from) Everything Ends" – 2:15
9. "Sharp Briar" – 2:42
10. "The Green Green Grass" – 3:32
11. "First of Four" – 3:04
12. "Fuck This... I'm Leaving" – 5:18

- Datos: Q7456226